# Aída Yéspica
Aída María Yéspica Jaime (IPA: [aˈiða maˈɾi.a ˈʝespika ˈxaime]), nota semplicemente come Aída Yéspica, (Barquisimeto, 15 luglio 1982) è una modella, showgirl e attrice venezuelana.

## Biografia
Nota semplicemente come Aída Yéspica, o come Aída María Yéspica, il suo nome completo presso l'anagrafe venezuelana è Aída María Yéspica Jaime.

### Attività come modella
La sua carriera iniziò nel 2002 con la partecipazione al concorso di Miss Venezuela in rappresentanza dello Stato di Amazonas. Nel 2003 si trasferì a Milano per iniziare la carriera come modella: da allora in poi ha ottenuto una crescente notorietà nel mondo dello spettacolo italiano ottenendo, come modella e showgirl, molte copertine di rotocalchi (tra cui Maxim, GQ, Max e Fox), quindi realizzando quattro calendari senza veli in Italia (precisamente il Calendario Fox 2004, il Calendario GQ 2005, il Calendario Fapim 2005 e il Calendario Riello 2006) ottenendo molto successo (il Corriere della Sera la mise al primo posto come gradimento). Nel giugno 2003 fu la protagonista femminile del videoclip Latin Lover di Cesare Cremonini e di alcuni importanti spot televisivi (tra cui spiccano quelli per Campari, Calze Sanpellegrino e RAS, quest'ultimo con Sean Connery). Nel luglio 2005 divenne modella e testimonial, insieme ad Alberto Gilardino, della linea gioielli prodotta da Zancan. Nel corso del 2007 divenne modella e testimonial degli occhiali da sole e da vista Oxydo prodotti dal gruppo Safilo, divenne la protagonista femminile del videoclip Dip It del rapper statunitense Coolio e posò totalmente nuda per il Calendario Interviú 2007 in Spagna ottenendo molto successo. Nell'ottobre 2008 posò in un nudo integrale all'ottavo mese di gravidanza per Chi suscitando molto interesse. Nel dicembre 2009 divenne la protagonista femminile del videoclip del cantante statunitense Ginuwine Get Involved per la regia di Claudio Zagarini e Marco Pavone. divenne modella e testimonial di Sìèlei (sia per il mercato italiano che per il mercato internazionale) per tre occasioni, precisamente la prima volta nel marzo 2010 per la linea intimo e per la linea bikini, la seconda volta nell'estate 2011 per la linea bikini, la terza volta nel novembre 2011 per la linea intimo in vista del Natale. Poco dopo aver partecipato al reality show di Rai 2 L'isola dei famosi 9 nell'inverno 2012, Posò per il servizio di copertina del n. 35 (maggio 2012) di Playboy Italia. Nel settembre 2013 divenne modella e testimonial de La Dolce Vita per la linea borse.

### Attività come showgirl

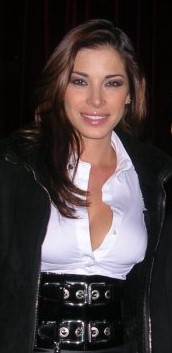
Aída Yéspica nel 2013

In televisione, dal 2003 in poi compare regolarmente in programmi dedicati alla moda e in vari spot pubblicitari: il suo esordio ufficiale come showgirl e presentatrice risale all'edizione 2003-2004 dello show comico di Rai 2 Bulldozer. Nell'autunno 2004 divenne una delle concorrenti della seconda edizione de L'isola dei famosi, condotta da Simona Ventura su Rai 2, in cui si classificò al quinto posto e fu protagonista di un violento scontro fisico con Antonella Elia. Nella primavera 2006 partecipò alla settima edizione di Supervivientes, cioè all'Isola spagnola di Telecinco, ottenendo il quinto posto. Nella stagione 2005-2006 divenne, insieme a Pamela Prati, la soubrette di punta del varietà di Canale 5 Torte in faccia prodotto dalla Compagnia del Bagaglino. In questo show durante la prima puntata con ospite Clemente Mastella tra il pubblico la sua performance prevedeva che lei rimanesse in topless. Nel 2007 partecipò, come prima ballerina, al varietà E io pago della Compagnia del Bagaglino in onda in prima serata su Canale 5. Nell'inverno 2008 partecipò, come prima ballerina, al varietà di prima serata Gabbia di matti della Compagnia del Bagaglino per Canale 5.
Nell'estate 2008 divenne, insieme a Melita Toniolo e Belén Rodríguez, una delle inviate e co-conduttrici di Lucignolo su Italia 1. Pochi mesi dopo soffrì di depressione post-partum e quindi la sua carriera televisiva (e non solo) subì un forte rallentamento che, secondo la critica, la penalizzò almeno fino all'agosto 2011; in ogni caso, dopo questa vicenda non raggiunse più il grande successo ottenuto in precedenza. Nel maggio 2010 divenne, insieme a Juliana Moreira, una delle guest star e concorrenti della prima edizione di Fenomenal, game show di Italia 1 condotto da Teo Mammucari. In quel periodo si propose come "showgirl-conduttrice" di Scherzi a parte, ma senza successo perché dopo il 2009 non è più previsto quel ruolo in quel varietà. Durante la stagione 2010-2011 partecipò, come guest star, al varietà Chiambretti Night in onda su Canale 5 in seconda serata: nel novembre 2010 attirò l'attenzione e il consenso del pubblico e della critica esibendosi, al termine di una intervista concessa a Piero Chiambretti, in un sensuale spogliarello. Nell'inverno 2011 sostenne in studio la sua amica Claudia Galanti in gara a L'isola dei famosi 7.
Nell'agosto 2011 la stampa italiana sostenne che sarebbe stata contesa tra Rai e Mediaset per essere inserita nel cast dei concorrenti-vip dei nuovi show previsti per la stagione 2011-2012 (precisamente i due nuovi show erano il talent show sulla recitazione Sognando Hollywood condotto da Mara Venier su Rai 1 contro il talent show di danza Baila! condotto da Barbara d'Urso su Canale 5), ma alla fine non se ne fece nulla perché il talent di Rai 1 venne cancellato poco prima della messa in onda, mentre quello di Canale 5 fu chiuso a causa dei bassi ascolti; siccome aveva accettato l'offerta di Rai 1 scartando quella di Mediaset, nell'inverno 2012 è stata ricollocata su Rai 2 per partecipare, nella categoria degli Eroi, alla nona edizione de L'isola dei famosi, reality show condotto da Nicola Savino in cui ottenne buone recensioni dalla critica giornalistica, un successo di pubblico e il quinto posto nella gara perché venne eliminata durante la finale con il 58% dei voti contro Antonella Elia (ma nella puntata post-finale denominata Il Galà la showgirl venezuelana venne incoronata come «Regina di tutti i naufraghi», cioè vincitrice morale di quel reality, essendo stata votata come la preferita dei naufraghi). Durante la stagione 2012-2013  prese parte, come guest star, al programma di SkyUno Celebrity Now - Satira Selvaggia. Nell'estate 2013 lasciò la televisione italiana perché si trasferì a Los Angeles, città in cui da allora lavora come modella e attrice.
Dopo quasi 5 anni di assenza dalla tv, a partire dall'11 settembre 2017, diviene concorrente della seconda edizione del Grande Fratello VIP in onda su Canale 5 e condotto da Ilary Blasi; la showgirl arriva in finale, piazzandosi al quinto posto, venendo eliminata con il 62% dei voti.

### Attività come attrice
Nell'ottobre 2003 debuttò come attrice recitando da guest star in una puntata della prima stagione della sit-com Camera Café su Italia 1.
Nella primavera 2004 recita (insieme a Digei Angelo, Nicola Savino e Camila Raznovich) in Sformat, una sit-com satirica in onda nella fascia oraria di seconda serata di Rai 2 e diretta da Cristian Biondani; successivamente recitò nei film per la tv Domani è un'altra truffa e Di che peccato sei? (prodotti dalla Compagnia del Bagaglino per le prime serate di Canale 5) usciti rispettivamente nel gennaio 2006 e nel gennaio 2007. Nel dicembre 2007 debuttò al cinema recitando (insieme a Christian De Sica, Michelle Hunziker e Fabio De Luigi) nel cinepanettone Natale in crociera ottenendo successo presso la critica e il pubblico. Nell'aprile 2013 tornò al cinema recitando la parte di Alicia nel cortometraggio UnderSense scritto e diretto da Simona Ilaria di Michele e autoprodotto dalla stessa; inoltre, sempre nel 2013, attirò l'attenzione e il consenso del pubblico e della critica perché recitò, come protagonista insieme all'attrice messicana Gloria Patricia Contreras, nel cortometraggio The Night Club - Osare per credere diretto da Lory Del Santo.

### Controversie
Il 25 giugno 2007 è stata iscritta, con Alessia Fabiani e Ana Laura Ribas, dal PM Frank Di Maio nel registro delle notizie di reato per favoreggiamento e false dichiarazioni al pubblico ministero nell'inchiesta di Vallettopoli; la vicenda si è conclusa definitivamente con lo stralcio e con l'archiviazione delle posizioni di Yéspica, Fabiani e Ribas.
Nel febbraio 2008 alcuni giornali ipotizzarono una sua candidatura alle elezioni dell'aprile 2008 nelle liste del PDL guidate da Silvio Berlusconi: la showgirl e l'ex premier («tutta inventata l'offerta a una cittadina straniera») smentirono; inoltre dichiarò che «se proprio dovessi scegliere, mi candiderei con il PD di Veltroni», cioè nelle liste guidate dal principale rivale di Berlusconi. La discussione riguardo alla candidatura era comunque completamente priva di senso, in quanto la Costituzione italiana non consente ai cittadini privi di cittadinanza italiana di candidarsi per il Parlamento.

## Vita privata
Fidanzata dal 2007 al 2009 con il calciatore Matteo Ferrari, il 27 novembre 2008 nacque Aron, il loro figlio: poco dopo la nascita del figlio, soffrì di depressione post-partum e quindi la sua carriera subì un forte danno. Nel luglio 2012 si è sposata a Las Vegas con Leonardo Gonzales, un avvocato venezuelano: questo matrimonio terminò nel febbraio 2013. Nel marzo 2013, dopo aver ottenuto la separazione legale da Gonzales, si è fidanzata con il finanziere Roger Jenkins, dal quale si è separata nel 2016. Nel 2020, durante un programma televisivo, ha fatto coming out riportando di essere stata fidanzata con una donna famosa, senza tuttavia rivelarne l'identità.

## Programmi televisivi
- Bulldozer (Rai 2, 2003-2005)
- Sfilata d'amore e moda (Rete 4, 2004-2012) Modella
- L'isola dei famosi 2 (Rai 2, 2004) Concorrente
- Sformat (Rai 2, 2004) Co-conduttrice
- Torte in faccia (Canale 5, 2005-2006) Valletta
- Supervivientes 7 (Telecinco, 2006) Concorrente
- E io pago (Canale 5, 2007)
- Gabbia di matti (Canale 5, 2008)
- Miss Muretto (Italia 1, 2008) Giurata
- Lucignolo (Italia 1, 2008) Inviata
- Fenomenal (Italia 1, 2010)
- Chiambretti Night (Canale 5, 2010-2011)
- L'isola dei famosi 9 (Rai 2, 2012) Concorrente
- Celebrity Now - Satira Selvaggia (SkyUno, 2012-2013)
- Grande Fratello VIP 2 (Canale 5, 2017) Concorrente

## Filmografia

### Cinema
- Natale in crociera, regia di Neri Parenti (2007)

### Televisione
- Camera Café – serie TV, episodio 1x93 – sitcom (2003)
- Sformat, regia di Cristian Biondani – sitcom (2004)
- Domani è un'altra truffa, regia di Pier Francesco Pingitore – film TV (2006)
- Di che peccato sei?, regia di Pier Francesco Pingitore – film TV (2007)

### Cortometraggi
- UnderSense, regia di Simona Ilaria di Michele (2013)
- The Night Club - Osare per credere, regia di Lory Del Santo (2013)

## Altre attività

### Calendari
- 2004 – Calendario Fox
- 2005 – Calendario GQ
- 2005 – Calendario Fapim
- 2006 – Calendario Riello
- 2007 – Calendario Interviú
- 2008 – Calendario Chi

### Singoli
- 2022 – Bugatti

### Videoclip
- 2003 – Latin Lover di Cesare Cremonini
- 2007 – Dip It di Coolio
- 2009 – Get Involved di Ginuwine - regia di Claudio Zagarini e Marco Pavone

## Campagne pubblicitarie
- Anycool (2011)
- La Dolce Vita (2013)[senza fonte]